# Енн Оттенбрайт
Енн Оттенбрайт (англ. Anne Ottenbrite, 12 травня 1966) — канадська плавчиня.
Олімпійська чемпіонка 1984 року.
Переможниця Ігор Співдружності 1982 року.
Переможниця Панамериканських ігор 1983 року.